# Barbora Ságová
Barbora Ságová (* 27. Januar 1988) ist eine ehemalige slowakische Ruderin.

## Karriere
Nachdem sie bereits an mehreren internationalen Wettbewerben im Jugendbereich teilgenommen hatte, nahm die für den SVK Bratislava startende Barbora Ságová an den Europameisterschaften 2010 im portugiesischen Montemor-o-Velho teil und startete dort im Leichtgewichtseiner. Sie qualifizierte sich für das B-Finale und belegte dort den dritten Platz. Im darauffolgenden Jahr startete sie bei den Ruder-Weltmeisterschaften auf dem Bleder See in Slowenien. Dort konnte sie sich nur für das D-Finale qualifizieren, welches sie aber für sich entscheiden konnte. Diese beiden Teilnahmen an internationalen Meisterschaften blieben ihre einzigen in ihrer Karriere.